# أرتور هرنانديز
أرتور هرنانديز (بالإسبانية: Arturo Hernández)‏ هو لاعب كرة الريشة مكسيكي، ولد في 12 مارس 1991.

## وصلات خارجية
- أرتور هرنانديز على موقع BWF.tournamentsoftware.com (الإنجليزية)
- أرتور هرنانديز على موقع BWFbadminton.com (الإنجليزية)